# Vom Donaustrande
Vom Donaustrande (Dalle rive del Danubio) op. 356, è una polka veloce di Johann Strauss (figlio).
Johann Strauss decise di soprannominare la sua seconda operetta Der karnival in Rom (Il carnevale a Roma, 1873) "La mia polka-operetta" e infatti, da questa partitura, ricavò materiale per 5 brani orchestrali.
La polka veloce Vom Donaustrande, che fa parte di questo gruppo, venne ricavata da Strauss con melodie tratte dagli atti 2° e 3° dell'operetta.